# Julio Lancieri
Julio Lancieri, vollständiger Name Julio César Lancieri, (* 9. Mai 1966 in Paysandú) ist ein ehemaliger uruguayischer Fußballspieler.

## Karriere
Mittelfeldakteur Lancieri spielte 1987 für Nacional Montevideo und kam im Clásico am 23. April 1987 gegen den Club Atlético Peñarol zum Einsatz. Zu seinen Mitspielern zählten unter anderem Gualberto Velichco, Tomás Silva und Didí De Souza. Er gehörte mindestens 1992 dem Kader des uruguayischen Vereins Bella Vista in der Primera División an. 1994 wirkte er in Reihen des von Julio Ribas trainierten Teams von Sud América am Meisterschaftsgewinn in der Segunda División und dem anschließenden Aufstieg mit. In der Clausura 1998 stand er in Reihen des Zweitligisten Centro Atlético Fénix und erzielte sein einziges Saisontor am 11. Spieltag gegen seinen vormaligen Klub Sud América. Im Jahr 2000 war er Mitglied der Mannschaft des Rocha FC, die am 18. Februar jenes Jahres im Estadio Luis Tróccoli in Montevideo gegen Racing das erste Profispiel des Klubs in der höchsten uruguayischen Spielklasse absolvierte. Im Saisonverlauf wurde er zudem mindestens noch in der Partie gegen Nacional Montevideo (15. April 2000) eingesetzt, bei der er die Rote Karte erhielt.